# Foster, la maison des amis imaginaires
Foster, la maison des amis imaginaires (Foster's Home for Imaginary Friends) est une série d'animation américaine en 79 épisodes de 22 minutes créée par l'animateur Craig McCracken, produite chez Cartoon Network Studios et Boulder Media Limited et diffusion entre le 13 août 2004 et le 3 mai 2009 sur Cartoon Network, sauf au Canada où elle a été diffusée à partir du 3 septembre 2005 sur Télétoon.

## Scénario
La série est lancée dans un monde dans lequel les amis imaginaires d'enfance coexistent avec les humains, et plus précisément dans un foyer d'accueil spécialisé dans l'accueil des amis imaginaires perdus ou abandonnés. Dans l'univers de Foster, les amis imaginaires sont matérialisés grâce à l'imagination des enfants. Lorsque les enfants ont atteint un âge plus avancé, ces amis imaginaires sont recueillis dans la maison des amis imaginaires de Foster, dans laquelle ils restent jusqu'à ce qu'ils soient adoptés par d'autres enfants. Ce foyer est tenu par Madame Foster, sa fondatrice ; son ami imaginaire se nomme Mr. Herriman, un lapin anthropomorphe incarnant le rôle de manager et homme d'affaires du foyer ; ainsi que sa nièce de 22 ans, Frankie.
Après avoir été forcé d'envoyer son ami imaginaire Bloo en foyer d'accueil, un jeune garçon du nom de Mac visite quotidiennement le foyer pour rendre visite à son ami imaginaire, qui lui est gardé par une bande d'amis imaginaires qui s'occupent de le cacher pour qu'il ne puisse pas se faire adopter. La série se centre sur les escapades et/ou les mésaventures que vivent Bloo, Mac, et les amis imaginaires du foyer.

## Personnages
- Bloo – L'ami imaginaire et meilleur ami de Mac à l'apparence d'un cylindre bleu ou d'une goutte d'eau. Bloo est souvent égocentrique, égoïste, narcissique, occasionnellement sociopathe, et la plupart du temps fauteur de trouble. Malgré ces quelques traits de caractères, il possède un bon fond et s'excuse pour ses erreurs. Il s'agit du seul personnage apparaissant dans chaque épisode. Son nom entier est Blooregard Q. Kazoo[3].

- Mac – un jeune garçon âgé de huit ans, sensible et quelque part timide, créateur et meilleur ami de Bloo, qu'il rend tous les jours visite au foyer Foster. Mac est souvent la voix de la raison avec ses amis (Bloo en particulier) lorsqu'ils doivent prendre des décisions. Cependant, malgré sa bonne nature, il est naïf. Il est très attaché à Bloo et, comme montré dans la plupart des épisodes, craint qu'il lui soit retiré car il est le seul ami qui le rend heureux, et vice versa. Mac devient extrêmement hyperactif lorsqu'il ingère du sucre ; une fois dans cet état, il devient hors de contrôle. Il a également un faible pour Frankie. Mac et Bloo sont les deux protagonistes de la série[3].

- Wilt – Un grand maigre rouge, sportif, aimable et qui rend particulièrement service aux autres. Dans un épisode, il est révélé qu'il aurait été blessé dans un grave accident lors d'un match de basketball, laissant l'un de ses bras broyé et l'un de ses yeux abimé. Wilt est également accro au sport. Il est considéré comme l'ami imaginaire le plus sympathique du foyer Foster, de par sa courtoisie et sa politesse[3]. Le grand frère de son créateur très doué au basket, lui répétait que ce n'était pas une voie pour lui (principalement à cause de sa petite taille). Ne se laissant pas décourager, il imagina Wilt grand et aussi doué que son frère afin de s'entrainer. Son prénom est en hommage à la star de la NBA, Wilt Chamberlain.

- Coco – une créature croisée entre une poule, un avion et un palmier qui ne fait que dire le mot « coco », elle pond des œufs en plastiques contenant de bonnes ou de mauvaises surprises. Les deux chercheurs qui l'ont confié à Mme Foster n'en sont pas les créateurs, ils l'ont découverte lors de l'une de leurs expéditions.

- Eduardo – une sorte de gros yéti monstrueux à cornes qui, en dépit de son imposante corpulence, est effrayé par tout ce qui bouge. Il se montre très courageux quand ses amis sont en danger. Il a été créé par une petite fille devenue policière. Dans la version originale, il parle avec un accent espagnol et surnomme Bloo "Azul" ("bleu" en espagnol).

- Frances « Frankie » Foster – La petite fille de Madame Foster rousse âgé de vingt-deux ans, surnommée « Miss Frances » par Mr. Herriman. Frankie s'occupe la plupart du temps des tâches ménagères et aide à faire régner l'ordre au foyer Foster. Malgré le fait que Mr. Herriman lui donne des ordres stricts, et qu'elle soit la plupart du temps agressive envers Bloo pour son attitude, elle reste amicale et à l'écoute. On apprend dans Zéro de conduite que sa date de naissance est le 25 juillet 1984[3],[4].

- Madame Foster – vieille dame et matriarche de la maison. Malgré son âge, elle est sportive et joviale. Elle est extrêmement gentille, pardonnant la majorité des bêtises de Bloo, et trouve souvent que les règles d'Henrriman sont trop strictes.
- Mr Herriman – lapin strict créé par Madame Foster dans le passé, il est responsable du bon déroulement des opérations dans la maison et exige la perfection, il lui arrive cependant de montrer un côté plus amical et joueur. C'est lui qui punit le plus souvent Bloo. Il est accro aux carottes au point qu'il perd la raison. Pour lui, son travail de responsable de la maison est aussi important que sa vie.
- Goo Goo Gaga – une fille hyperactive à l'imagination débordante ; elle peut créer beaucoup d'amis imaginaires en quelques secondes et livre une douzaine de ses créations chaque mois au foyer Foster. Son comportement impulsif fait qu'elle n'a aucun ami humain sauf Mac. Depuis sa rencontre avec Mac, elle tente de garder sous contrôle son imagination pour ne pas l'embêter. Frankie et Henrriman pensent que Mac est amoureux de Goo (ce qui n'est pas le cas).
- Terrence – frère aîné de Mac et adolescent destructeur de 13 ; son intelligence et son imagination sont très limitées. Il aime faire souffrir Mac et le laisse même dans des situations mortelles. Agacé par la complicité de Bloo et Mac, il a un jour tenté de créer son propre ami imaginaire méchant et fort, Rouge (un cube rouge avec un visage similaire au sien) ; cependant Rouge a fini par trouver la part de gentillesse en lui, et a laissé tomber son créateur.

## Épisodes
Foster, la maison des amis imaginaires est initialement diffusée aux États-Unis sur la chaîne de télévision Cartoon Network entre le 13 août 2004 et le 3 mai 2009, et compte un total de 74 épisodes et de six saisons produit chez Cartoon Network Studios. Des DVD ont été commercialisés avec la première saison en zone 1 et zone 4 en 2007 par Warner Home Video et Madman Entertainment. Presque trois après, la troisième saison est commercialisée en DVD Zone 1 en mai 2010. En France, la série a été diffusée sur Cartoon Network en janvier 2005, à partir du décembre 2005 France Truc sur France 3. sur Boing depuis janvier 2011, et sur Gulli.

## Distribution
| Personnages notables | Voix originales | Voix françaises   |
| -------------------- | --------------- | ----------------- |
| Bloo                 | Keith Ferguson  | Stéphane Marais   |
| Mac                  | Sean Marquette  | Nathalie Bienaimé |
| la mère de Mac       | Grey DeLisle    | Audrey Sablé      |
| Wilt                 | Phil LaMarr     | Alex Lotan        |
| Eduardo              | Tom Kenny       | Frédéric Norbert  |
| Frankie              | Grey DeLisle    | Catherine Cipan   |
| Madame Foster        | Candi Milo      | Régine Teyssot    |
| Mr Herriman          | Tom Kane        | Denis Boileau     |
| Terrence             | Tara Strong     | Alexandre Nguyen  |
| Roni (Cheese)        | Candi Milo      | David Krüger      |

 Source et légende : version française (VF) sur RS Doublage

## Médias
Des produits dérivés ont été commercialisés sur le site Internet de Cartoon Network (t-shirts, peluches à l'effigie de Bloo, etc.). Quelques ouvrages scolaires et storybooks ont été imprimés et basés sur les épisodes. Quelques jeux vidéo ont également été commercialisés dont Foster's Home for Imaginary Friends sur Game Boy Advance en 2006, dans lequel le joueur contrôle Mac ou Bloo tentant de collecter des items pour achever des missions attribuées. Un autre jeu est commercialisé sur Nintendo DS en novembre 2007 et intitulé Foster's Home for Imaginary Friends: Imagination Invaders.

## Accueil
Foster, la maison des amis imaginaires est nommé 85e dans la liste des meilleures séries d'animation sur IGN, et noté drôle et divertissant. Mike Pinsky, lors d'une revue sur DVD Verdict (en), met en avant le design et le caractère des personnages,.
L'émission a été récompensée de quatre Annie Awards en 2004, et de 5 en 2005, incluant deux récompenses cette année pour « Meilleure musique dans une série d'animation » (James L. Venable et Jennifer Kes Remington pour l'épisode Duchesse pot de colle) et « Meilleure production dans une série d'animation » (McCracken, Mike Moon, David Dunnet et Martin Ansolabehere pour l'épisode Pas de doute, c'est le Père Noël !). Cinq autres propositions viennent se placer en 2006, avec trois récompenses pour « Meilleure production dans une série d'animation », « Meilleure musique dans une série d'animation » (Venable et Remington pour l'épisode Bloo fait son cinéma) et « Meilleur design dans une série d'animation » (Ansolabehere blui-même pour le court-métrage Sur la piste de Wilt - 1re Partie). L'épisode Le Superdude Bloo et la pomme de terre Magic de Power ! est également présenté en 2007 pour les Annie Awards; il est proposé deux fois en 2009. L'émission a également remporté un total de sept Emmy Awards. L'épisode La Maison de Bloo a remporté deux Emmy Awards pour sa direction artistique (Mike Moon) et le design des personnages (Craig McCracken). L'épisode Lapinou.com a remporté un Emmy pour meilleur storyboard (Ed Baker). Le thème d'ouverture a été composé par Venable) et proposé « Meilleur thème dans une série d'animation » en 2005, L'épisode Tout doux Goo a été récompensé « Meilleur programme animé de moins d'une heure » en 2006.

## Postérité
En juillet 2022, une série dérivée de l'univers de Foster est annoncée. Intitulée Foster's Funtime for Imaginary Friends et produite par Hanna-Barbera Studios Europe (en), elle fait office de nouveaux amis imaginaires mais marque les retours de Bloo et Madame Foster de la série originale,.